# Сичко, Шимон
Шимон Сичко (пол. Szymon Sićko; родился 20 августа 1997) — польский гандболист, выступает за гандбольный клуб «Виве Кельце» и сборную Польши по гандболу. 

## Карьера

### Клубная
Начинал заниматься гандболом в Домброве-Белостоцке. Затем подписал свой первый контракт с клубом из Гданьска. В сезоне 2015/2016 годов сыграл 26 матчей и забил 180 голов. В 2016 году он стал игроком Хробры Глогув. В сезоне 2016/2017 годов он сыграл 32 матча и забил 106 голов. Был номинирован на премию «Гладиатор» в категории «Открытие Суперлиги».
В 2017 году стал игроком «Виве Кельце», с которым подписал четырёхлетний контракт. Сразу после перехода был отправлен в аренду в немецкий «Хюнтерберг» на год. Дебютировал в Бундеслиге 27 августа 2017 года в матче против «Магдебурга» (26:33), в котором забил один гол. В сезоне 2017/2018 годов он сыграл 15 игр и забил пять голов. В 2018 году он был отдан в аренду в польский «Гурник» на два года. В сезоне 2018/2019 годов сыграл в 16 матчах, забив 21 гол.

### Международная карьера в сборной
В 2015 году участвовал на чемпионате мира среди гандболистов не старше 19-ти лет, который проходил в России. Сыграл семь матчей и забил восемь голов. В 2016 году выступал на чемпионате Европы U-20 в Дании, где стал лучшим бомбардиром сборной Польши U-20, забив 31 гол в семи матчах. В 2017 году участвовал в отборочном турнире к чемпионату мира U-21, в ходе которого сыграл в трёх матчах и забил 14 голов.
В 2015 году он стал постоянно привлекаться к тренировочным сборам первой сборной Польши. В мае 2017 года тренер Петр Пшибецкий впервые включил его в заявку национальной сборной. Дебютировал 8 июня 2017 года в матче со Швецией (27:33). Первый гол за сборную забил 28 декабря 2018 года в матче с Японией.
Участвовал в чемпионате мира 2021 года в Египте, а также в чемпионатах Европы 2020 и 2022 годов. 